# ام‌وی میرونو
ام‌وی میرونو (به انگلیسی: MV Mironave) یک کشتی است که طول آن ۲۳۴ فوت ۹ اینچ (۷۱٫۵۵ متر) می‌باشد. این کشتی در سال ۱۹۳۸ ساخته شد.